# Scarabaeinae
Los escarabeínos (Scarabaeinae) son una subfamilia de coleópteros polífagos de la familia Scarabaeidae. La subfamilia se divide en 12 tribus con 234 géneros y más de 5.000 especies. Sus principales distintivos biológicos son la asociación con el excremento y/o carroña de mamíferos y otros vertebrados, su especial modo de reproducción, así como las múltiples estrategias de aprovechamiento del excremento para su alimentación.
Aunque la mayoría de las especies son coprófagas, también existen algunas que consumen carroña, hongos, fruta podrida y otro material en descomposición. Los machos de algunas especies tienen grandes cuernos cefálicos y otras protuberancias de ornato sobre el pronoto. Algunos miembros bien conocidos de la subfamilia son los géneros Scarabaeus, Sisyphus, y  la especie Phanaeus vindex.

## Características
Clípeo expandido, cubriendo las partes bucales. Mandíbulas lameliformes, generalmente membranosas, con sólo el margen externo esclerotizado. Antenas con 8 o 9 segmentos, mazo antenal con 3 artejos. Coxas medias ampliamente separadas. Tibias posteriores casi siempre con una espuela apical, si hay dos espuelas presentes (como en Melocanthon) estarán dirigidas al centro del cuerpo. Los élitros exponen el pigidio, 6 esternitos abdominales fusionados y visibles. Los tarsos anteriores pueden estar ausentes en las hembras o en ambos sexos.

## Ecología
Los insectos primariamente responsables de la fragmentación del excremento pertenecen a la familia Scarabaeidae. La importancia de la comunidad de escarabajos coprófagos radica en que, mediante la dispersión de semillas y el reciclaje de nutrientes, mantienen la integridad del ecosistema; en sistemas agrícolas incrementan la productividad primaria y reducen los parásitos del ganado. El excremento es utilizado por los escarábidos de dos maneras diferentes: los escarabajos coprófagos se alimentan del líquido rico en microorganismos que se encuentra en el excremento de mamíferos y usan el material más fibroso para criar a sus larvas.

## Tribus y géneros
Tribus de Scarabeinae, con algunos géneros y especies:
- Canthonini
  - Circellium
    - Circellium bacchus

  - Deltochilum
    - Deltochilum valgum
- Coprini
  - Copris Geoffroy, 1762
  - Heliocopris
- Dichotomiini
  - Dichotomius
- Eucraniini
- Eurysternini
- Gymnopleurini (incluida algunas veces en Scarabaeini)
  - Gymnopleurus Illiger, 1803
- Oniticellini
  - Euoniticellus Janssens, 1953
  - Oniticellus Serville, 1825
- Onitini
  - Bubas Mulsant, 1842
  - Cheironitis Lansberge, 1875
  - Onitis Fabricius, 1798
- Onthophagini
  - Caccobius
  - Euonthophagus
  - Onthophagus
- Phanaeini MacLeay, 1819
  - Coprophanaeus
  - Dendropaemon
  - Diabroctis
  - Homalotarsus
  - Megatharsis
  - Oxysternon
  - Oxysternon
  - Phanaeus
    - Phanaeus changdiazi
    - Phanaeus vindex

  - Sulcophanaeus
  - Tetrameria
  - Gromphas
  - Oruscatus
  - Bolbites
- Scarabaeini
  - Scarabaeus
- Sisyphini (a veces incluida en Scarabaeini)
  - Neosisyphus
  - Sisyphus

Coprini, Oniticellini, Onitini, Onthophagini and Phanaeini son algunas veces separadas como subfamilia Coprinae.

## Galería

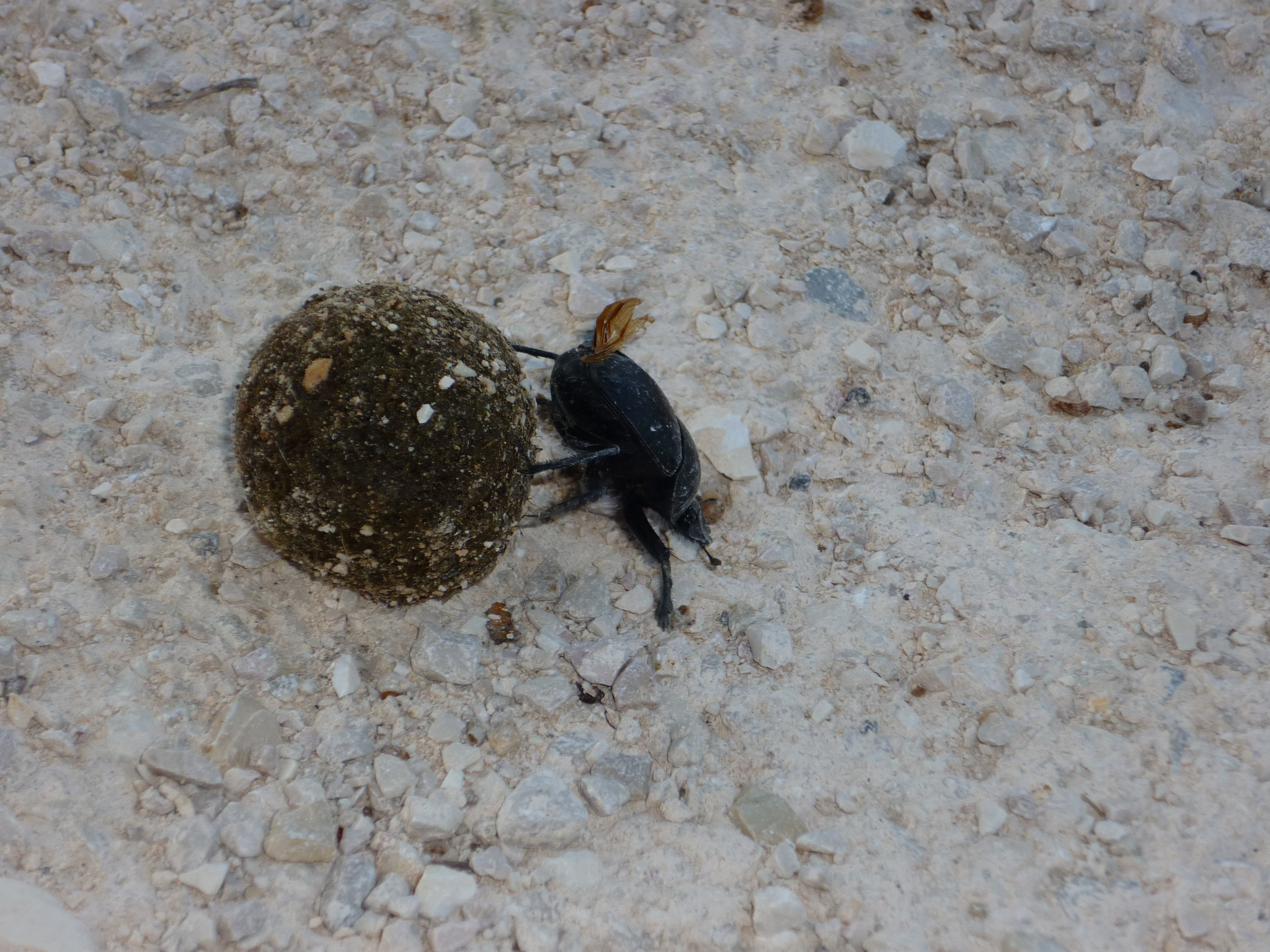
Canthonini rodando una bola de excremento
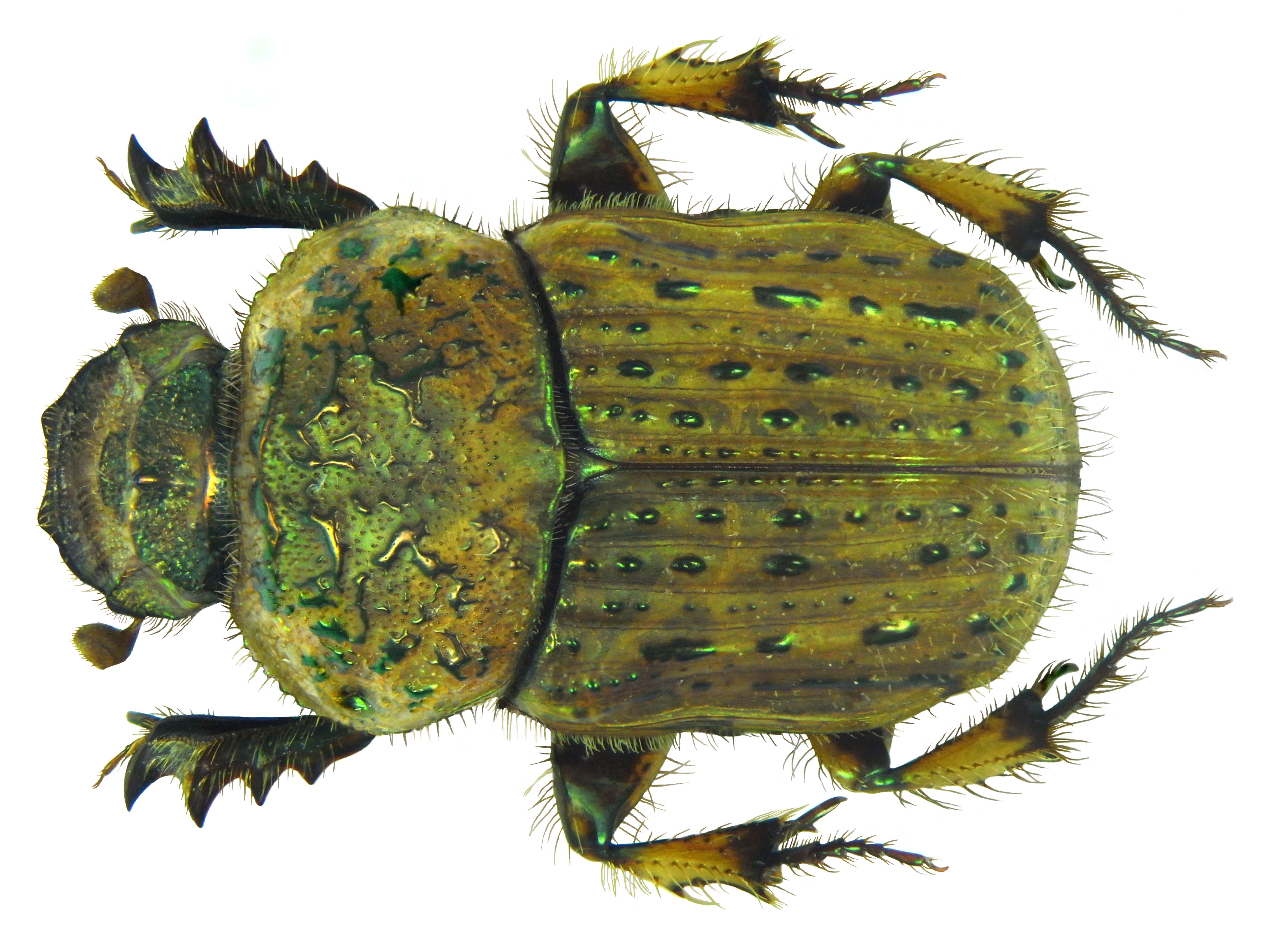
Cheironitis scabrosus
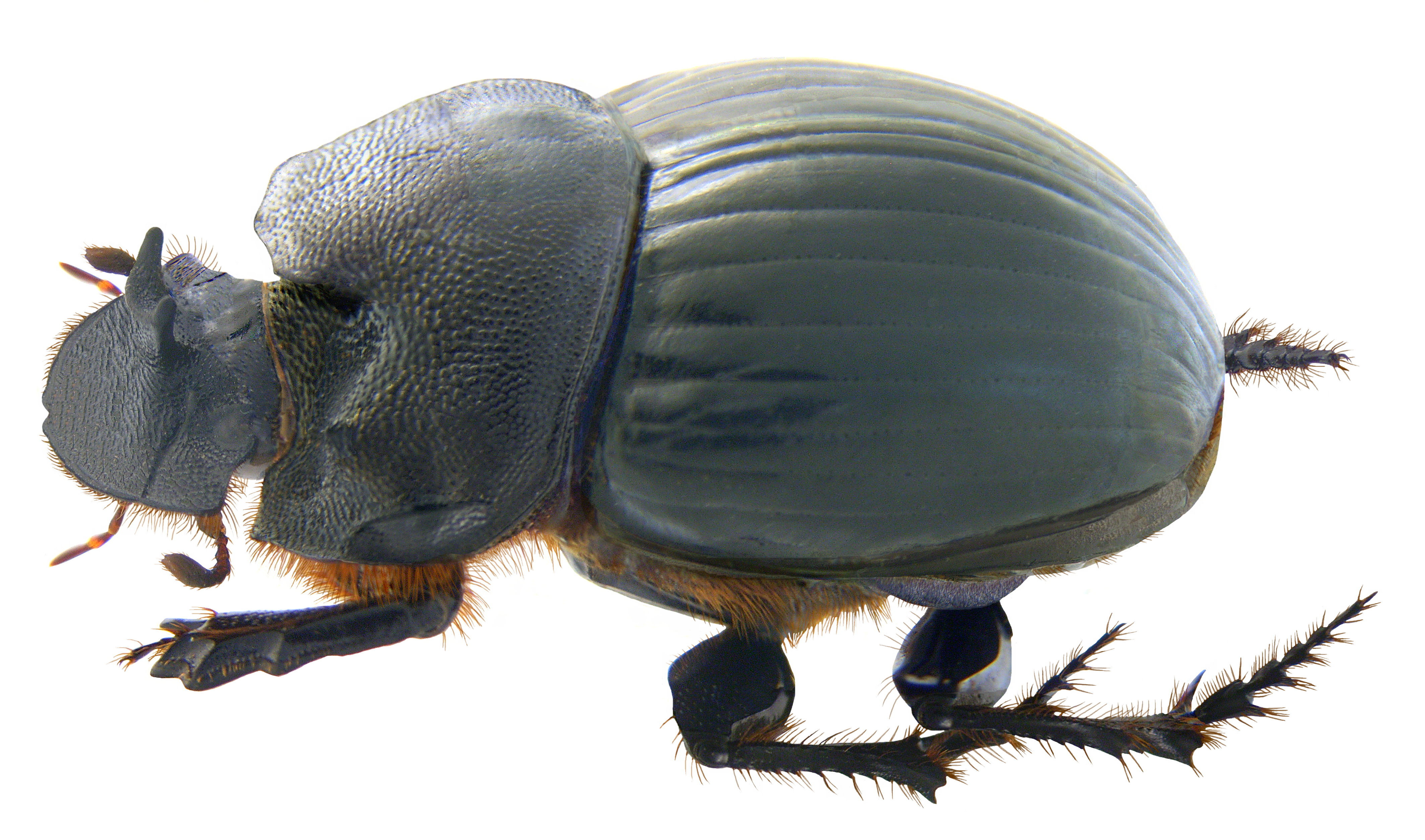
Copris elphenor hembra
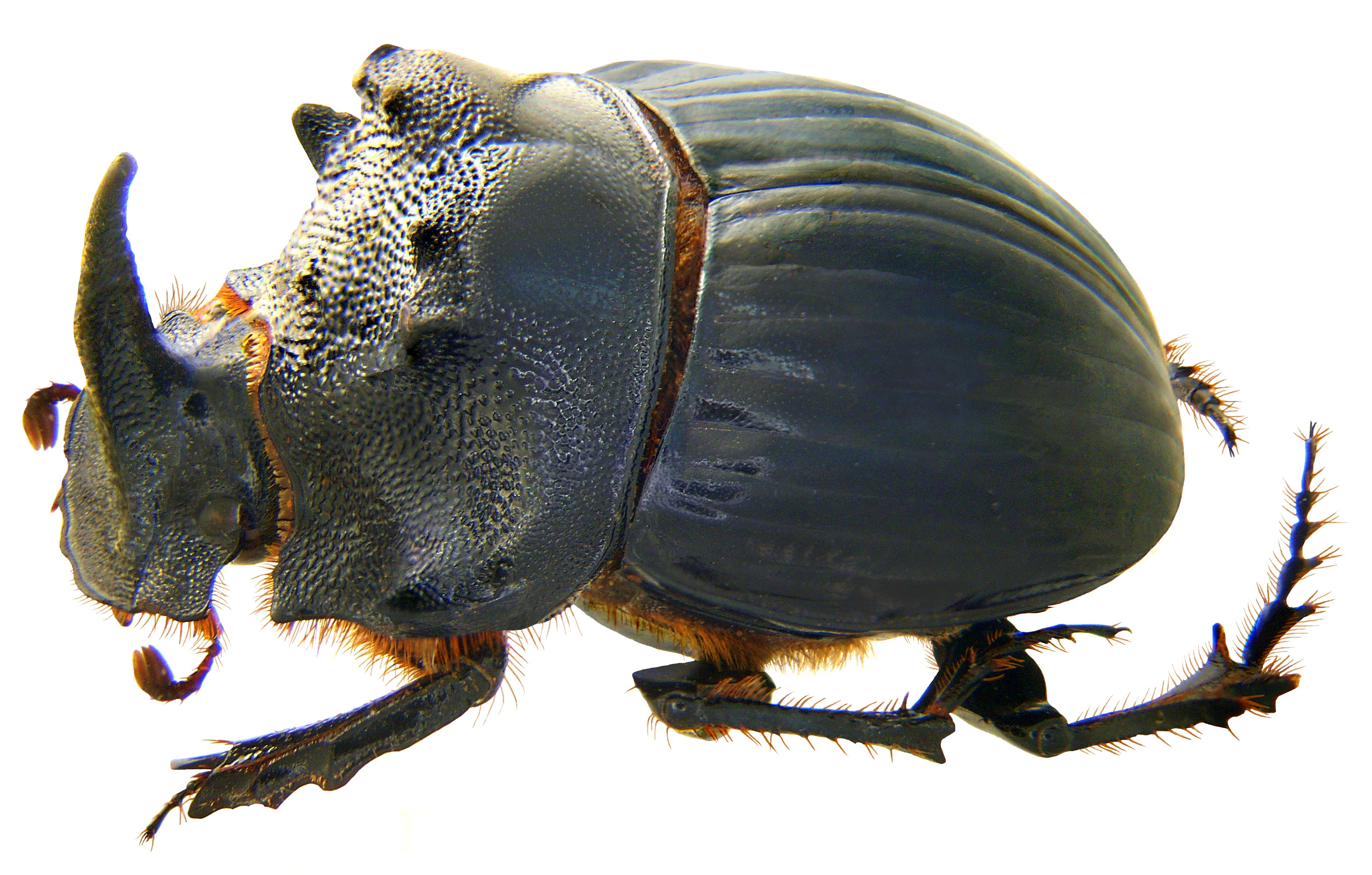
Copris elphenor macho
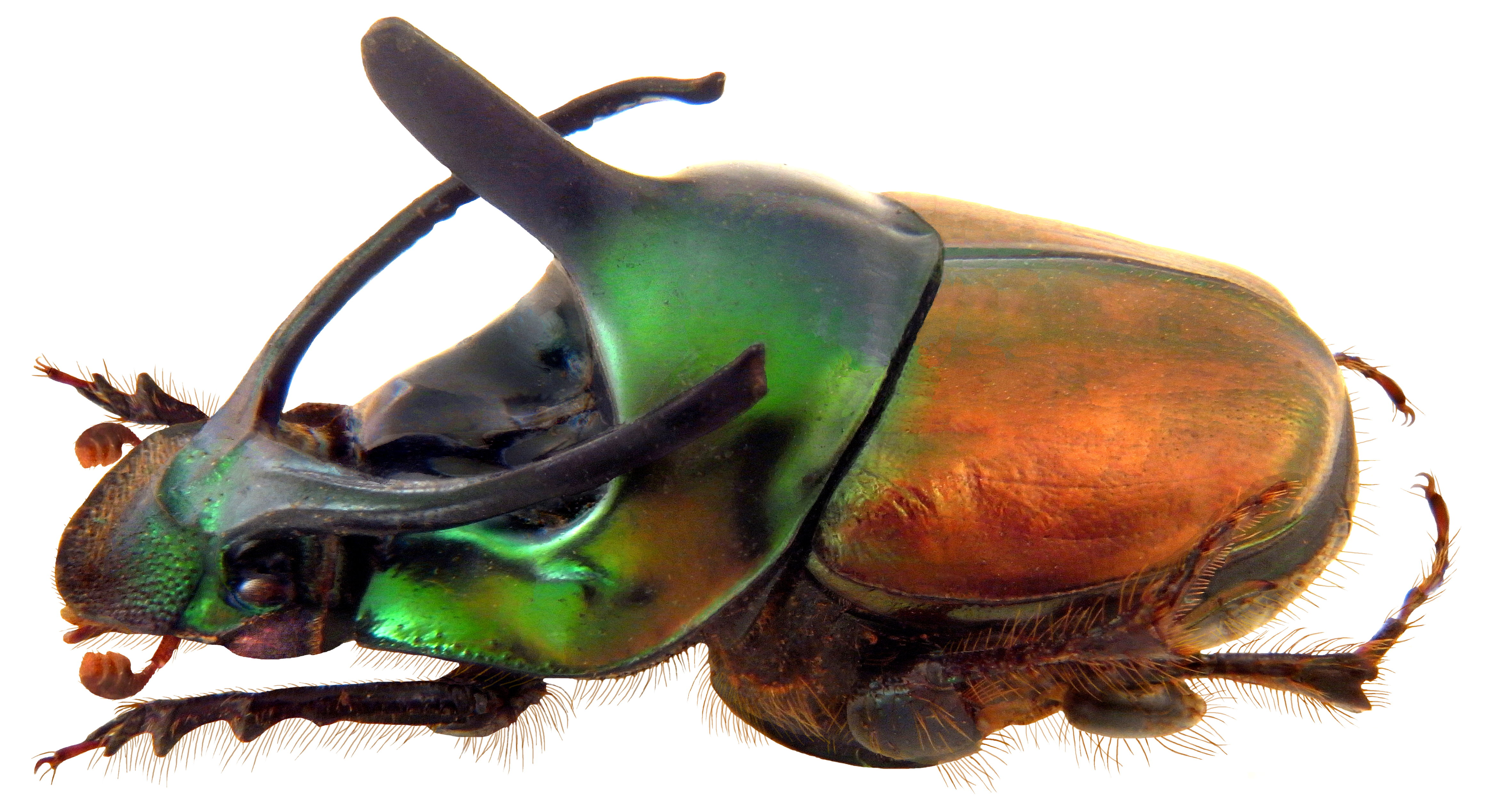
Onthophagus imperator macho
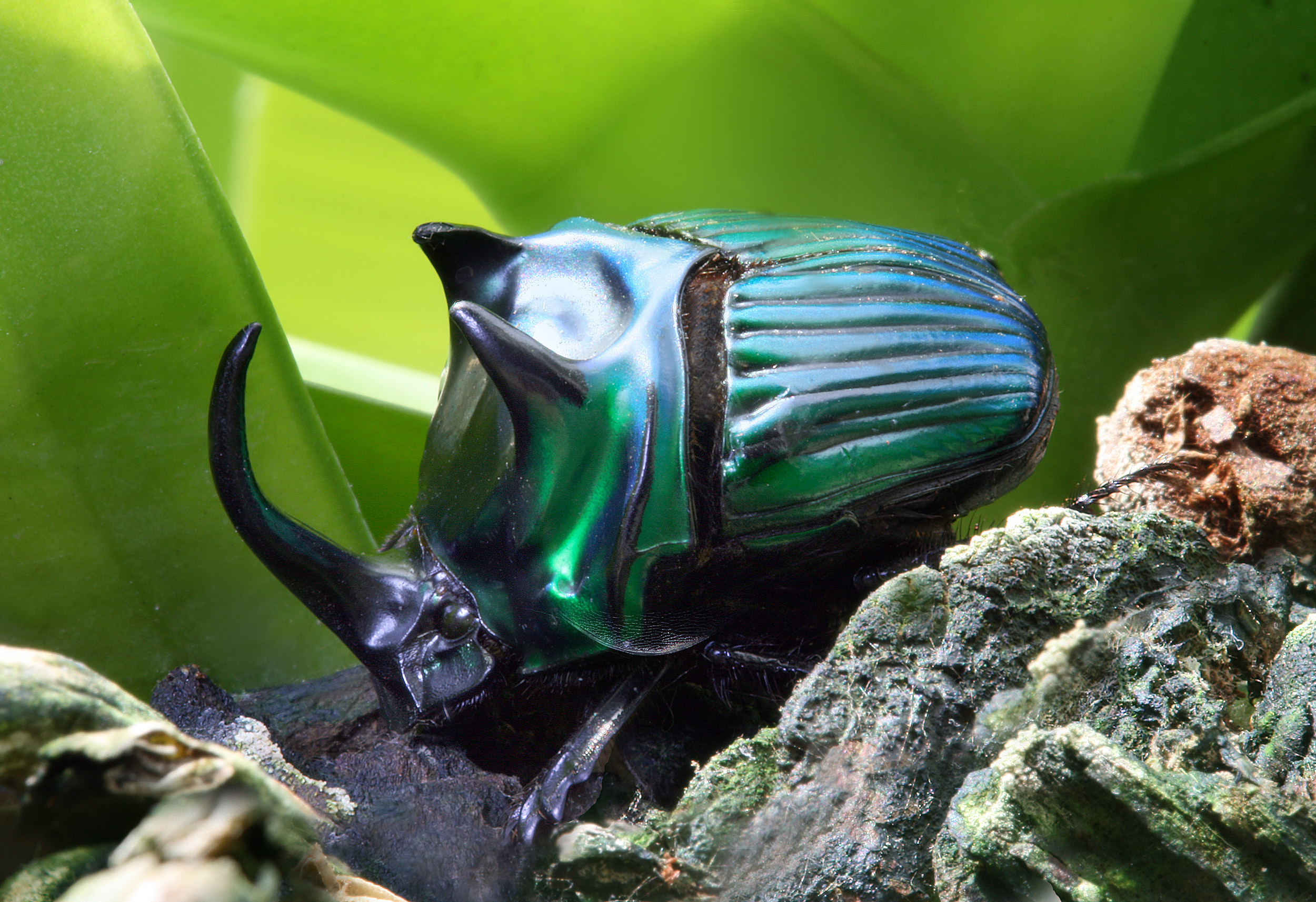
Oxysternon conspicillatum macho
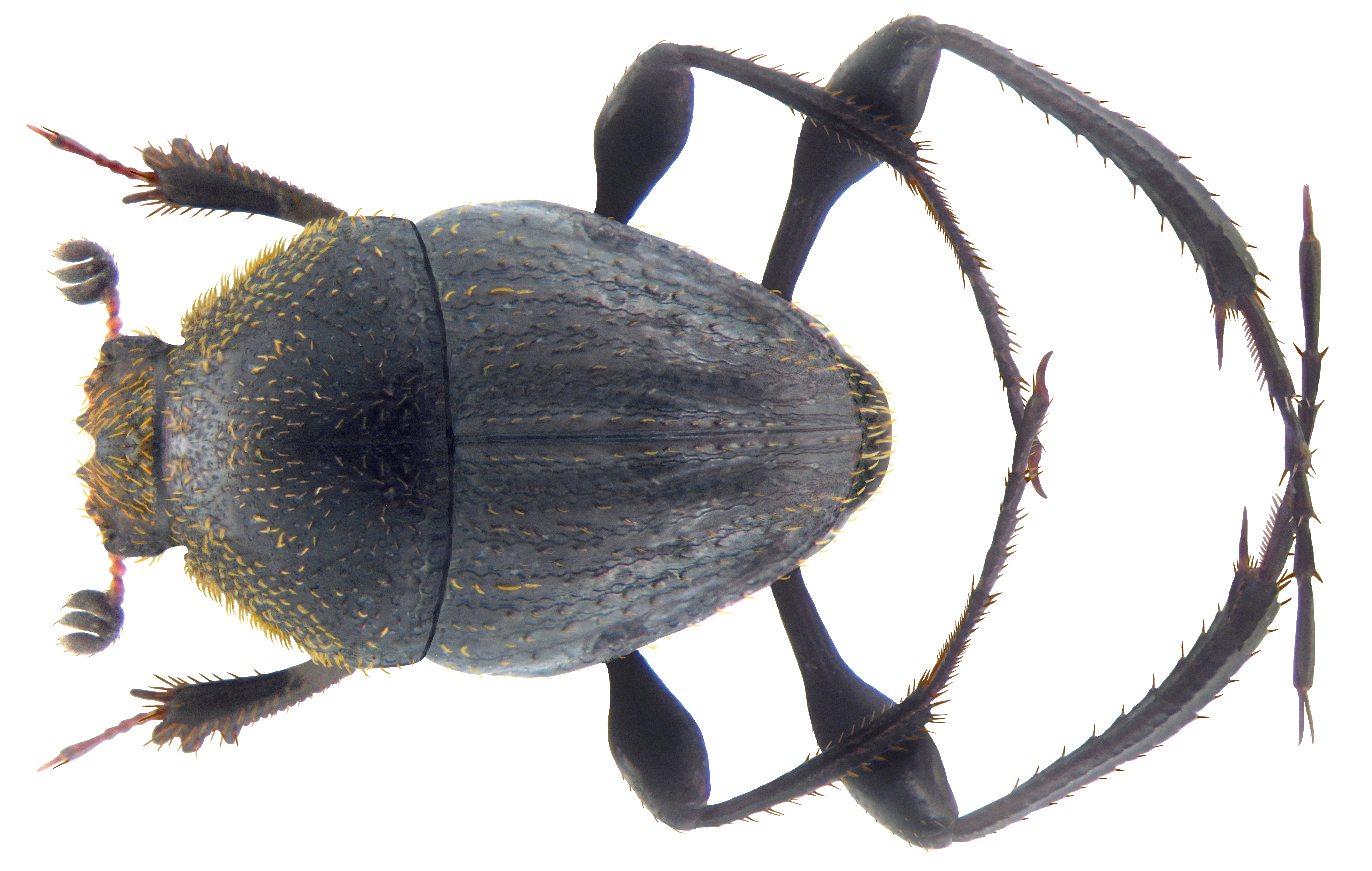
Sisyphus longipes